# Torrent de les Sitges
El Torrent de les Sitges és un afluent per la dreta de la Rasa del Forn al Berguedà.

## Municipis per on passa
Des del seu naixement, el Torrent de les Sitges passa successivament pels següents termes municipals: 
|                                                   | Longitud (en m.) | % del recorregut |
| ------------------------------------------------- | ---------------- | ---------------- |
| Per l'interior del municipi de Montclar           | 449              | 9,39%            |
| Fent de frontera entre Montclar i l'Espunyola     | 2.696            | 56,39%           |
| Altre cop per l'interior del municipi de Montclar | 980              | 20,50%           |
| Per l'interior del municipi de Viver i Serrateix  | 656              | 13,72%           |

## Xarxa hidrogràfica
La xarxa hidrogràfica del Torrent de les Sitges està integrada per 35 cursos fluvials que sumen una longitud total de 18.562 m.

### Distribució per termes municipals
| Municipi          | Longitud que hi transcorre |
| ----------------- | -------------------------- |
| l'Espunyola       | 6.811 m.                   |
| Montclar          | 12.890 m.                  |
| Viver i Serrateix | 2.593 m.                   |